# I Blame Myself
«I Blame Myself» —en español: «Me culpo a mí misma»— es una canción interpretada por la cantante y compositora estadounidense Sky Ferreira, incluida en su primer álbum de estudio, Night Time, My Time, de 2013. Ferreira, Ariel Rechtshaid, Justin Raisen, Daniel Nigro y Jordan Benik la compusieron, mientras que los cuatro últimos se encargaron de su producción musical. Es una canción synthpop, que habla sobre «aceptar su propia conducta». A pesar de no haber contado con un buen rendimiento comercial, obtuvo buenas reseñas por parte de los críticos y algunos de ellos la nombraron como uno de los mejores sencillos de 2014.
El videoclip fue puesto en libertad el 16 de abril de 2014 mediante el sitio web Ssence. El clip fue filmado en Compton, California y dirigido por Grant Singer. Posterior a su estreno, el vídeo recibió críticas negativas a través de las redes sociales, donde Ferreira fue catalogada como «racista» al integrar bailarines afroamericanos en el video. Como parte de su promoción, Ferreira interpretó por primera vez «I Blame Myself» en el programa de comedia estadounidense The Tonight Show Starring Jimmy Fallon en abril de 2014.

## Antecedentes y composición

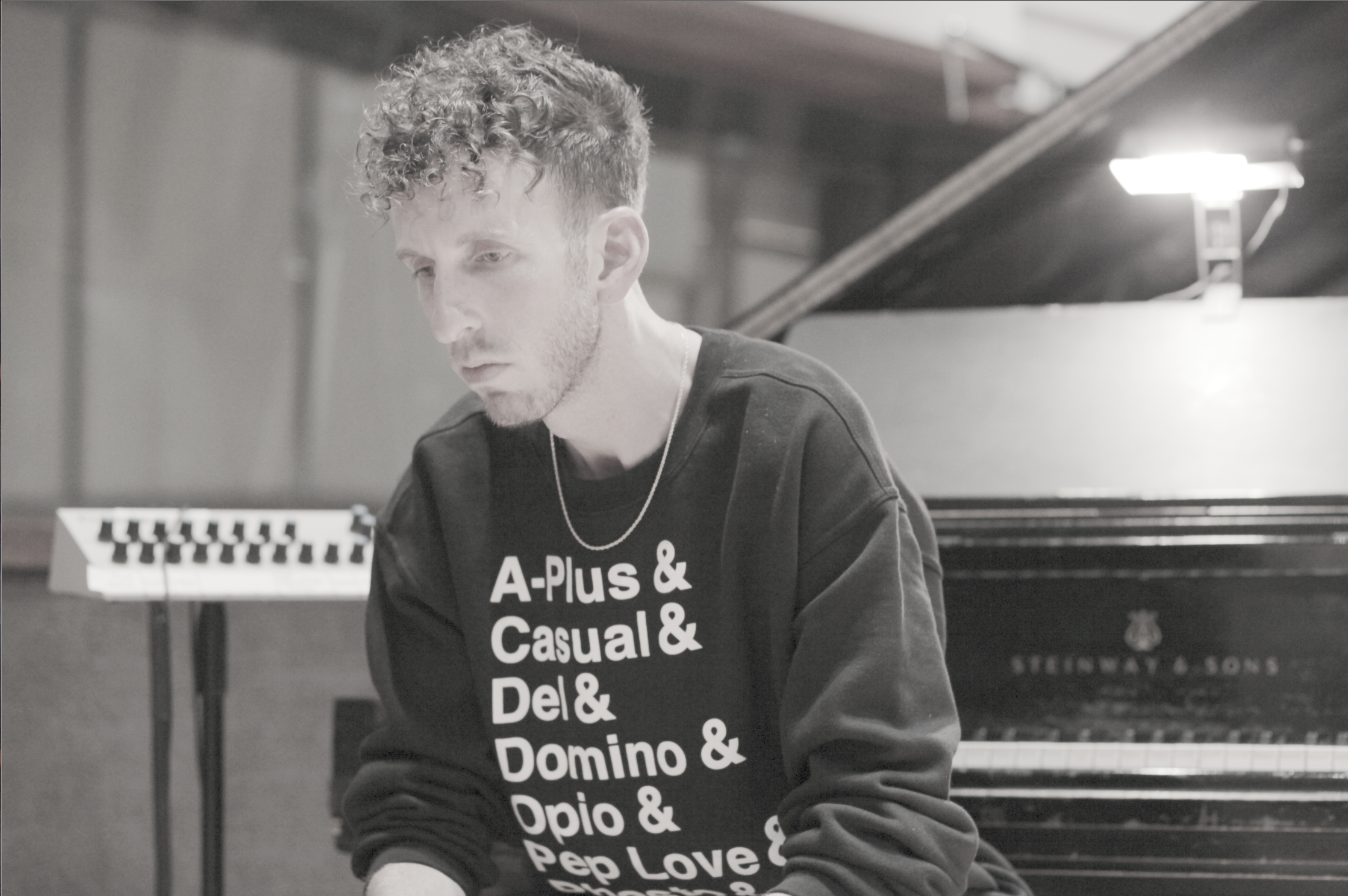
«I Blame Myself» fue coescrita por Ariel Rechtshaid, quien además produjo todas las canciones de Night Time, My Time.

En febrero de 2014, Ferreira anunció que «Boys» estaba planeado para ser el segundo sencillo de Night Time, My Time. Sin embargo un mes más tarde, Capitol Records la publicó como sencillo promocional en Reino Unido. En abril, «I Blame Myself» se anunció oficialmente como el segundo sencillo del disco mientras Ferreira grababa su respectivo videoclip.
Ferreira, Ariel Rechtshaid, Justin Raisen, Daniel Nigro y Jordan Benik compusieron «I Blame Myself», mientras que los últimos cuatro la produjeron. Durante su aparición en el programa The Tonight Show Starring Jimmy Fallon, Ferreira comentó que había coescrito la canción en el verano de 2013. Es una canción de género synthpop que incorpora elementos minimalistas y new wave, siendo descrita como la canción «más pop» de Night Time, My Time. Con respecto a su contenido lírico, «I Blame Myself» trata acerca de aceptar que su conducta contribuye a su imagen pública, durante el estribillo de la canción ella canta: «sólo quiero que se den cuenta de que me culpo por mi reputación». La canción fue inspirada en el estilo «pop efervescente» de su anterior sencillo «Everything Is Embarrassing», el cual fue incluido es su segundo extended play, Ghost (2012). Jenn Pelly de Pitchfork Media explicó que «I Blame Myself» hizo referencia a las luchas y a los conflictos que Ferreira enfrentó durante la creación de su primer álbum de estudio que fue largamente demorado. Jillian Mapes también de Pitchfork, resaltó que la canción «no tienen nada que ver con el tipo de música que Ferreira escribe últimamente».

## Recepción de la crítica
La canción recibió en general reseñas favorables por parte de los críticos de la música. Annie Zaleski de The A.V. Club la nombró como la mejor canción de Night Time, My Time y comentó que su interpretación vocal suena confiada y en «tono estridente». Por su parte, Dan Keenan de Impact, expresó que la letra de la canción le hace ver que la música pop no siempre es equivalente a la falta de sinceridad.  Jordan Sargent de Spin sintió que «I Blame Myself» es específicamente una canción «oscura» que atribuye a una adolescente agotada por los vuelos de avión, sesiones de fotos y grabaciones inservibles. Jon Caramanica del periódico The New York Times aseguró qué Ferreira «[pintó] una imagen oscura de sí misma» con las letras de la canción. No obstante, John Preston de Polari consideró que la pista era un sustituto digno para los aficionados del sonido pop de su sencillo «One» lanzado en 2010.
Por otro lado, Carrie Battan de Pitchfork Media estimó que «I Blame Myself» sonaba «como una bestia» que merecía tener un gran éxito. En otra reseña de Pitchfork Media, Jenn Pelly clasificó el tema como la duodécima mejor canción lanzada en 2013. Ella habló favorablemente de su contenido lírico, elogiando específicamente su estribillo. Jillian Mapes alabó la «contundencia» que fue entregada durante toda la canción y aseguró que la canción era un «himno potencial». Elogió los versos para verbalizar problemas de autoconfianza que a menudo se asocian con las mujeres jóvenes, con especial reconocimiento que se coloca en las líneas

## Vídeo musical
El video musical de «I Blame Myself» fue filmado en Compton, California. Durante una entrevista con Idolator, Ferreira confirmó que había estado grabando en Los Ángeles con Grant Singer, quien anteriormente ya había dirigido varios vídeos de Ferreira. Un par de días antes de ser estrenado el videoclip, Ferreira publicó una vista previa de 15 segundos en algunas de sus redes sociales, mientras que finalmente el vídeo fue puesto en libertad el 14 de abril de 2014. Posteriormente, el vídeo de «I Blame Myself» se convirtió en uno de los primeros en ser lanzado mediante la plataforma digital Ssense, la cual está asociada con la revista británica System. Por otro lado, el aspecto visual del vídeo fue inspirado en el estilo de Michael Jackson y en la música hip hop de los años 90s.
Durante el comienzo del vídeo se muestra un conflicto entre bandas el cual Ferreira intenta remediar al instante en que llega, eventualmente es sometida a un interrogatorio por la policía, a pesar de que ella se resiste a su detención y logra escapar de la cárcel. Mediante un comunicado, Ferreira comentó que el concepto del vídeo había sido inspirado en hechos reales. Jeremy Gordon de Pitchfork interpretó el comentario de Ferreira haciendo referencia a su detención de septiembre de 2013, en la que fue acusada por posesión de éxtasis. Por otra parte, el vídeo generó una polémica en las redes sociales tras su publicación, ya que Ferreira fue criticada como racista por presuntamente «utilizar» a afroamericanos en el vídeo musical, en donde se observan bailando durante varias escenas intercaladas. Seguido de esto, Ferreira usó su cuenta de Facebook para aclarar que nunca ha tenido la intención de utilizar a ningún ser humano como accesorio.

## Presentaciones en vivo
El 5 de abril de 2014 apareció como invitada musical en el programa The Tonight Show Starring Jimmy Fallon, donde interpretó por primera vez «I Blame Myself» vestida con una chaqueta de lentejuelas, una camisa blanca, pantalón negro, una corbata negra y gafas de sol. Posteriormente durante el show, Ferreira habló acerca del vídeo musical del tema, revelando que ya había sido filmado y que sería puesto en libertad en una semana.